# Lisa Blount
Lisa Blount (ur. 1 lipca 1957 w Fayetteville, zm. 25 października 2010 w Little Rock) – amerykańska aktorka filmowa i telewizyjna.

## Filmografia[1]
- 2001: Księgowy (The Accountant)
- 1999: Ostatni skok (If... Dog... Rabbit...)
- 1994: Wymuszony kompromis (Judicial Consent)
- 1994: Cień strachu (Stalked)
- 1991: Kobieta fatalna (Femme Fatale)
- 1991: Synowie i córki (Sons and Daughters) (serial TV 1991 -)
- 1989: Ślepa furia (Blind Fury)
- 1989: Wielkie kule ognia (Great Balls of Fire!)
- 1987: Książę ciemności (Prince of Darkness)
- 1987: Nocni najeźdźcy (Nightflyers)
- 1985: Szalona ucieczka (Inferno in diretta)
- 1985: Zawieszenie ognia (Cease Fire)
- 1985: Radioaktywne sny (Radioactive Dreams)
- 1983: Zabij mnie, zabij siebie (Murder Me, Murder You)
- 1982: Oficer i dżentelmen (An Officer and a Gentleman) jako Lynette Pomeroy
- 1981: Martwy i pogrzebany (Dead & Buried)
- 1977: 30 września 1955 (September 30, 1955)

## Nagrody
- 2002: Oscar w kategorii: Najlepszy krótkometrażowy film aktorski za film Księgowy (2001)
- 1983: nominacja do Złotego Globu w kategorii: Najbardziej obiecująca nowa aktorka za film Oficer i dżentelmen (1982)